# Partecipanti al Giro del Delfinato 2021
Elenco dei partecipanti al Giro del Delfinato 2021.
Il Giro del Delfinato 2021 è stato la settantatreesima edizione della corsa. Alla competizione prendono parte 21 squadre, ciascuna delle quali composta da sette corridori, per un totale di 147 ciclisti.

## Corridori per squadra
Nota: R ritirato, NP non partito, FTM fuori tempo massimo, SQ squalificato
| EF Education-Nippo     | EF Education-Nippo     | EF Education-Nippo     | Astana-Premier Tech   | Astana-Premier Tech      | Astana-Premier Tech   | B&B Hotels                         | B&B Hotels                         | B&B Hotels                         |
| ---------------------- | ---------------------- | ---------------------- | --------------------- | ------------------------ | --------------------- | ---------------------------------- | ---------------------------------- | ---------------------------------- |
| 1                      | Michael Valgren        | 24º                    | 91                    | Ion Izagirre             | 7º                    | 181                                | Pierre Rolland                     | 29º                                |
| 2                      | William Barta          | 94º                    | 92                    | Alex Aranburu            | 72º                   | 182                                | Franck Bonnamour                   | 84º                                |
| 3                      | Lawson Craddock        | 66º                    | 93                    | Dmitrij Gruzdev          | 108º                  | 183                                | Maxime Chevalier                   | 48º                                |
| 4                      | Julien El Fares        | 46º                    | 94                    | Aleksej Lucenko          | 2º                    | 184                                | Cyril Gautier                      | R 8ª                               |
| 5                      | Lachlan Morton         | R 7ª                   | 95                    | Jurij Natarov            | 95º                   | 185                                | Eliot Lietaer                      | 63º                                |
| 6                      | Hideto Nakane          | R 8ª                   | 96                    | Benjamin Perry           | R 2ª                  | 186                                | Quentin Pacher                     | 30º                                |
| 7                      | Logan Owen             | R 8ª                   | 97                    | Óscar Rodríguez          | 50º                   | 187                                | Sebastian Schönberger              | 89º                                |
| Groupama-FDJ           | Groupama-FDJ           | Groupama-FDJ           | Team Arkéa-Samsic     | Team Arkéa-Samsic        | Team Arkéa-Samsic     | Intermarché-Wanty-Gobert Matériaux | Intermarché-Wanty-Gobert Matériaux | Intermarché-Wanty-Gobert Matériaux |
| 11                     | David Gaudu            | 9º                     | 101                   | Nairo Quintana           | 18º                   | 191                                | Louis Meintjes                     | 17º                                |
| 12                     | Bruno Armirail         | 41º                    | 102                   | Winner Anacona           | 88º                   | 192                                | Jan Bakelants                      | 35º                                |
| 13                     | William Bonnet         | R 7ª                   | 103                   | Warren Barguil           | 38º                   | 193                                | Jérémy Bellicaud                   | 109º                               |
| 14                     | Kevin Geniets          | 61º                    | 104                   | Anthony Delaplace        | R 7ª                  | 194                                | Théo Delacroix                     | 105º                               |
| 15                     | Matthieu Ladagnous     | 96º                    | 105                   | Łukasz Owsian            | 65º                   | 195                                | Jasper De Plus                     | R 8ª                               |
| 16                     | Olivier Le Gac         | 90º                    | 106                   | Laurent Pichon           | 87º                   | 196                                | Kévin Van Melsen                   | 104º                               |
| 17                     | Valentin Madouas       | 34º                    | 107                   | Clément Russo            | R 8ª                  | 197                                | Loïc Vliegen                       | R 6ª                               |
| Cofidis                | Cofidis                | Cofidis                | Lotto Soudal          | Lotto Soudal             | Lotto Soudal          | Team Qhubeka Assos                 | Team Qhubeka Assos                 | Team Qhubeka Assos                 |
| 21                     | Guillaume Martin       | 20º                    | 111                   | Tim Wellens              | 92º                   | 201                                | Fabio Aru                          | 26º                                |
| 22                     | Simon Geschke          | 49º                    | 112                   | Steff Cras               | 64º                   | 202                                | Sander Armée                       | 53º                                |
| 23                     | Nathan Haas            | 101º                   | 113                   | Sébastien Grignard       | 107º                  | 203                                | Carlos Barbero                     | 86º                                |
| 24                     | Emmanuel Morin         | R 8ª                   | 114                   | Matthew Holmes           | 102º                  | 204                                | Sean Bennett                       | 52º                                |
| 25                     | Anthony Perez          | 57º                    | 115                   | Sylvain Moniquet         | 37º                   | 205                                | Michael Gogl                       | NP 4ª                              |
| 26                     | Pierre-Luc Périchon    | 100º                   | 116                   | Harry Sweeny             | R 8ª                  | 206                                | Robert Power                       | R 2ª                               |
| 27                     | Kenneth Vanbilsen      | R 8ª                   | 117                   | Brent Van Moer           | 83º                   | 207                                | Dylan Sunderland                   | 99º                                |
| Ineos Grenadiers       | Ineos Grenadiers       | Ineos Grenadiers       | Bahrain Victorious    | Bahrain Victorious       | Bahrain Victorious    |                                    |                                    |                                    |
| 31                     | Geraint Thomas         | 3º                     | 121                   | Dylan Teuns              | 25º                   |                                    |                                    |                                    |
| 32                     | Andrey Amador          | 93º                    | 122                   | Santiago Buitrago        | 55º                   |                                    |                                    |                                    |
| 33                     | Tao Geoghegan Hart     | 10º                    | 123                   | Eros Capecchi            | R 1ª                  |                                    |                                    |                                    |
| 34                     | Michał Kwiatkowski     | 68º                    | 124                   | Sonny Colbrelli          | 76º                   |                                    |                                    |                                    |
| 35                     | Richie Porte           | 1º                     | 125                   | Jack Haig                | 5º                    |                                    |                                    |                                    |
| 36                     | Carlos Rodríguez       | 33º                    | 126                   | Marco Haller             | 110º                  |                                    |                                    |                                    |
| 37                     | Dylan van Baarle       | 59º                    | 127                   | Mark Padun               | 36º                   |                                    |                                    |                                    |
| Jumbo-Visma            | Jumbo-Visma            | Jumbo-Visma            | UAE Team Emirates     | UAE Team Emirates        | UAE Team Emirates     |                                    |                                    |                                    |
| 41                     | Steven Kruijswijk      | 15º                    | 131                   | Andrés Camilo Ardila     | 103º                  |                                    |                                    |                                    |
| 42                     | Robert Gesink          | 43º                    | 132                   | Mikkel Bjerg             | 42º                   |                                    |                                    |                                    |
| 43                     | Lennard Hofstede       | R 5ª                   | 133                   | Sven Erik Bystrøm        | 91º                   |                                    |                                    |                                    |
| 44                     | Sepp Kuss              | 23º                    | 134                   | Joseph Dombrowski        | 27º                   |                                    |                                    |                                    |
| 45                     | Tony Martin            | 106º                   | 135                   | Alexander Kristoff       | 113º                  |                                    |                                    |                                    |
| 46                     | Timo Roosen            | 80º                    | 136                   | Brandon McNulty          | 40º                   |                                    |                                    |                                    |
| 47                     | Jonas Vingegaard       | 51º                    | 137                   | Ivo Oliveira             | R 5ª                  |                                    |                                    |                                    |
| Movistar Team          | Movistar Team          | Movistar Team          | Deceuninck-Quick Step | Deceuninck-Quick Step    | Deceuninck-Quick Step |                                    |                                    |                                    |
| 51                     | Miguel Ángel López     | 6º                     | 141                   | Florian Sénéchal         | 115º                  |                                    |                                    |                                    |
| 52                     | Jorge Arcas            | 69º                    | 142                   | Shane Archbold           | 114º                  |                                    |                                    |                                    |
| 53                     | Imanol Erviti          | 71º                    | 143                   | Kasper Asgreen           | 73º                   |                                    |                                    |                                    |
| 54                     | Enric Mas              | 11º                    | 144                   | Josef Černý              | 118º                  |                                    |                                    |                                    |
| 55                     | José Joaquín Rojas     | 67º                    | 145                   | Ian Garrison             | R 2ª                  |                                    |                                    |                                    |
| 56                     | Alejandro Valverde     | 14º                    | 146                   | Fabio Jakobsen           | R 8ª                  |                                    |                                    |                                    |
| 57                     | Carlos Verona          | 31º                    | 147                   | Stijn Steels             | 112º                  |                                    |                                    |                                    |
| Bora-Hansgrohe         | Bora-Hansgrohe         | Bora-Hansgrohe         | Trek-Segafredo        | Trek-Segafredo           | Trek-Segafredo        |                                    |                                    |                                    |
| 61                     | Wilco Kelderman        | 4º                     | 151                   | Michel Ries              | 60º                   |                                    |                                    |                                    |
| 62                     | Patrick Gamper         | R 8ª                   | 152                   | Julien Bernard           | 74º                   |                                    |                                    |                                    |
| 63                     | Patrick Konrad         | 12º                    | 153                   | Kenny Elissonde          | 28º                   |                                    |                                    |                                    |
| 64                     | Nils Politt            | 78º                    | 154                   | Mattias Skjelmose Jensen | 21º                   |                                    |                                    |                                    |
| 65                     | Lukas Pöstlberger      | 58º                    | 155                   | Ryan Mullen              | R 8ª                  |                                    |                                    |                                    |
| 66                     | Michael Schwarzmann    | R 8ª                   | 156                   | Mads Pedersen            | R 3ª                  |                                    |                                    |                                    |
| 67                     | Frederik Wandahl       | 117º                   | 157                   | Jasper Stuyven           | 62º                   |                                    |                                    |                                    |
| AG2R Citroën Team      | AG2R Citroën Team      | AG2R Citroën Team      | Team BikeExchange     | Team BikeExchange        | Team BikeExchange     |                                    |                                    |                                    |
| 71                     | Ben O'Connor           | 8º                     | 161                   | Kevin Colleoni           | R 7ª                  |                                    |                                    |                                    |
| 72                     | Dorian Godon           | 54º                    | 162                   | Brent Bookwalter         | 97º                   |                                    |                                    |                                    |
| 73                     | Jaakko Hänninen        | 32º                    | 163                   | Tsgabu Grmay             | 39º                   |                                    |                                    |                                    |
| 74                     | Oliver Naesen          | 77º                    | 164                   | Kaden Groves             | R 5ª                  |                                    |                                    |                                    |
| 75                     | Aurélien Paret-Peintre | 13º                    | 165                   | Damien Howson            | 16º                   |                                    |                                    |                                    |
| 76                     | Greg Van Avermaet      | 81º                    | 166                   | Barnabás Peák            | 98º                   |                                    |                                    |                                    |
| 77                     | Clément Venturini      | R 5ª                   | 167                   | Andrej Zejc              | NP 7ª                 |                                    |                                    |                                    |
| Israel Start-Up Nation | Israel Start-Up Nation | Israel Start-Up Nation | Team DSM              | Team DSM                 | Team DSM              |                                    |                                    |                                    |
| 81                     | Chris Froome           | 47º                    | 171                   | Marco Brenner            | 82º                   |                                    |                                    |                                    |
| 82                     | Alexander Cataford     | 85º                    | 172                   | Felix Gall               | 22º                   |                                    |                                    |                                    |
| 83                     | Omer Goldstein         | 79º                    | 173                   | Chad Haga                | 56º                   |                                    |                                    |                                    |
| 84                     | Ben Hermans            | 19º                    | 174                   | Martin Salmon            | 116º                  |                                    |                                    |                                    |
| 85                     | Reto Hollenstein       | 75º                    | 175                   | Martijn Tusveld          | 45º                   |                                    |                                    |                                    |
| 86                     | Alexis Renard          | 111º                   | 176                   | Ilan Van Wilder          | 44º                   |                                    |                                    |                                    |
| 87                     | Mads Würtz Schmidt     | R 8ª                   | 177                   | Kevin Vermaerke          | 70º                   |                                    |                                    |                                    |